# Dobrochani
Dobrochani (en macédonien Доброшани) est un village de l'est de la Macédoine du Nord, situé dans la municipalité de Chtip. Le village comptait 8 habitants en 2002. Il est majoritairement valaque.

## Démographie
Lors du recensement de 2002, le village comptait :
- Valaques : 8